# Pudob
Pudob je naselje u slovenskoj Općini Loškoj dolini. Pudob se nalazi u pokrajini Notranjskoj i statističkoj regiji Notranjsko-kraškoj. 

## Stanovništvo
Prema popisu stanovništva iz 2002. godine naselje je imalo 223 stanovnika.